# D'Halve Maen (schip, 1912)
Het skûtsje d'Halve Maen, ook bekend als het Philipsskûtsje, werd in 1912 gebouwd op werf Roorda (de Piip) in Drachten. Het schip is eigendom van de in 1995 gevormde Stichting Vrienden van Skûtsje d'Halve Maen en Boeier Albatros.

## Geschiedenis
De personeelsvereniging van Philips Drachten kreeg in 1959 een schenking van een Amerikaans dochterbedrijf omdat er 50 miljoen scheerapparaten waren verkocht. Voor dat geld werd een skûtsje aangeschaft dat d'Halve Maen werd genoemd, naar het schip waarmee kapitein Henry Hudson van de VOC in 1609 het latere New York ontdekte. Het verzoek aan de Sintrale Kommisje Skûtsjesilen (SKS) om deel te mogen nemen aan de wedstrijdenreeks werd, mede als gevolg van de destijds geringe deelname (in 1958 hadden er negen skûtsjes deelgenomen), ingewilligd. In de loop der jaren heeft de 'commissie d'Halve Maen' met vier verschillende skûtsjes gezeild, die alle vier werden omgedoopt tot d'Halve Maen en telkens met een halve maan als zeilteken. In 2023 werd de elfde schipper op het schip aangesteld.
De eerste schipper was Douwe Tjerkstra, die in 1960 als tweede eindigde in het klassement. Dat is het beste resultaat dat d'Halve Maen heeft gehaald. In 1961 volgde een vierde plaats. Teake Lammertsz Brouwer behaalde in 1973 de derde plaats in het eindlassement, welke prestatie Jitze Joopsz Mink in 2007 evenaarde. 
Jitze Grondsma, tweevoudig kampioen bij de IFKS, werd schipper op d'Halve Maen in 2001. Hij nam zijn eigen succesvolle skûtsje de Woeste Oane mee. Grondsma eindigde als vierde in 2006, vijfde in 2003 en drie keer als zesde (2001, 2004, 2005). Hij werd in 2007 gevraagd als nieuwe schipper van Joure, maar in dat voorjaar is hij onverwacht overleden.
In 2011 kwam Berend Mink aan het roer te staan, die eerder tweemaal kampioen was geworden met het skûtsje van Grouw. In 2017 werd hij opgevolgd door Klaas Westerdijk en in 2023 nam Lodewijk Jappiesz Meeter het roer over.

## Schippers
- Douwe Tjerkstra (1959-1962)
- Teake Lammertsz Brouwer (1963-1977) (a.i.: 1969  Sipke Douwesz Tjerkstra, 1977 Chris Jansz Brouwer)
- Chris Jansz Brouwer (1978-198)
- Teake Douwesz Visser (1982-1984)
- Piter Jansz Brouwer (1985-2000)
- Jitze Grondsma (2001-2006)
- Jitze Joopsz Mink (2007-2009)
- Jacob Zwerver (2010)
- Berend Joopsz Mink (2011-2016)
- Klaas Westerdijk (2017-2022)
- Lodewijk Jappiesz Meeter (2023-heden)

## Skûtsjes
- d' Halve Maen (1) (1959-1982)
- d' Halve Maen (2) (1983-1992)
- d' Halve Maen (3) (1993-2000)
- d' Halve Maen (4) (2001-heden)